# 3x3x1魔術方塊

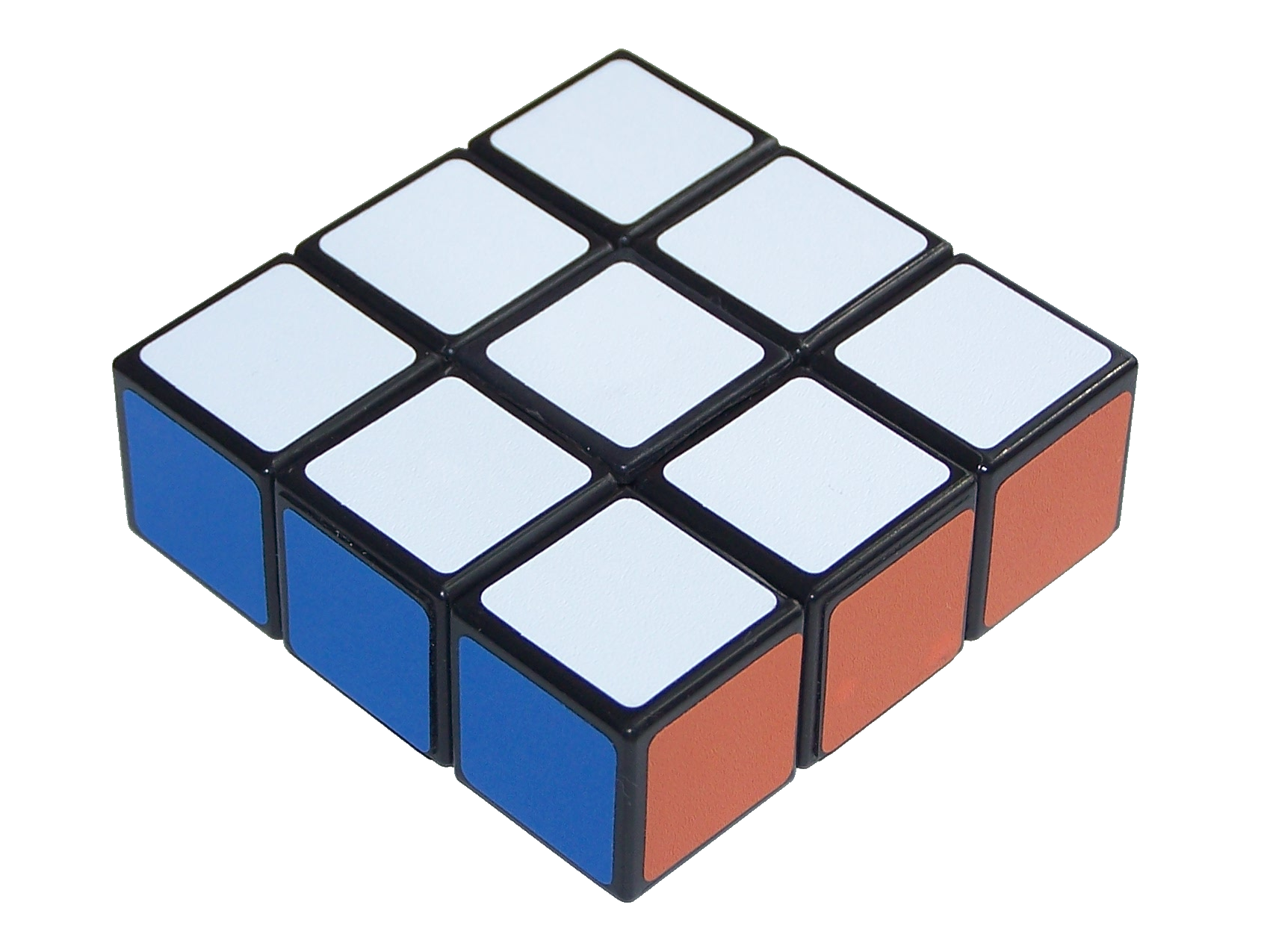
3x3x1魔術方塊

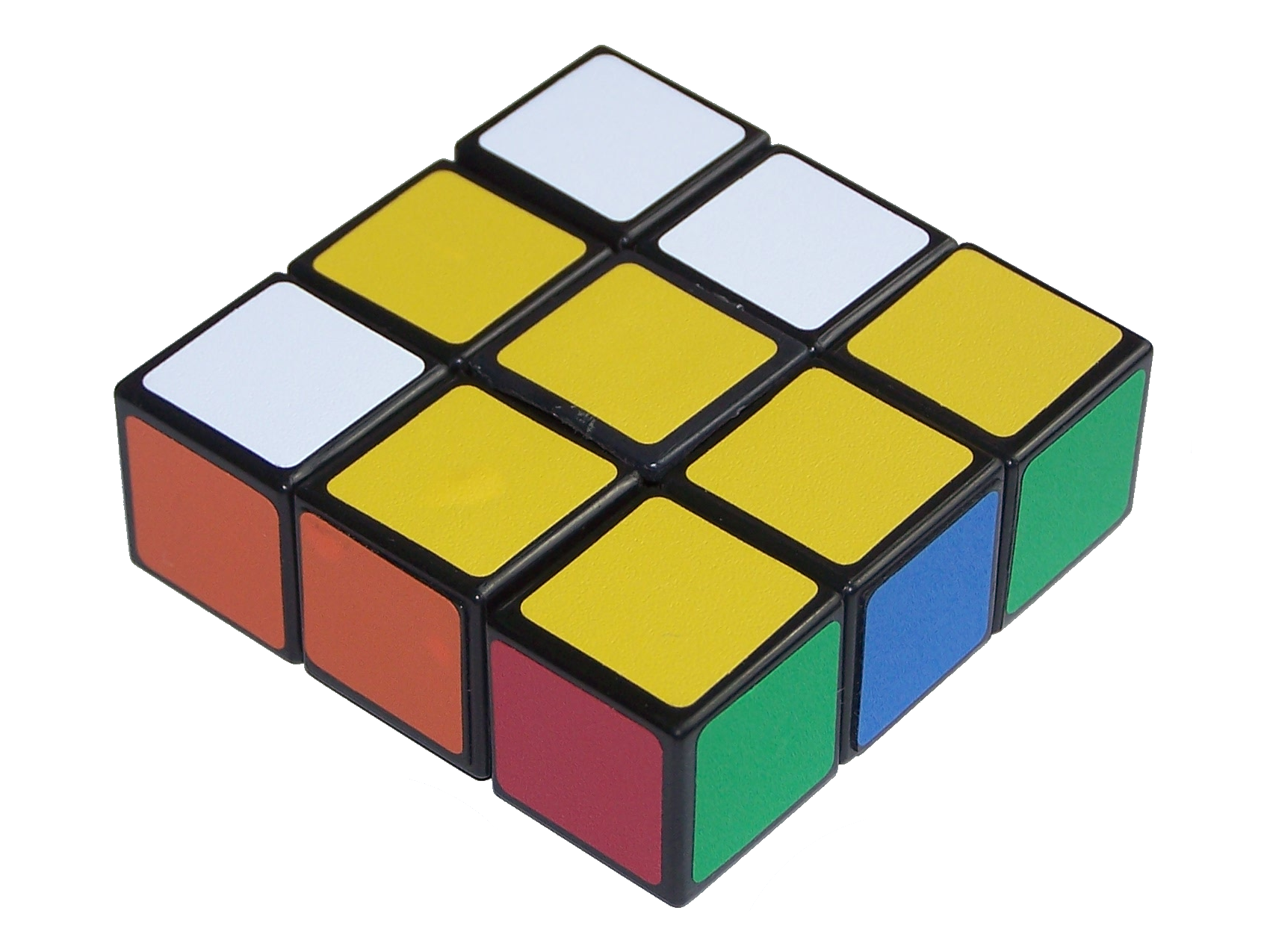
打亂的3x3x1魔術方塊

3x3x1魔術方塊（又稱軟魔方、英文 : Floppy Cube）是三階魔術方塊的變形，由空心魔方的作者Okamoto Katsuhiko設計的。他的外型就是只有一層的三階魔術方塊；它的結構是用四個形狀特殊的卡榫，每2個卡榫各固定住1個方塊，有2個方向。部分可用3x3x2魔術方塊方式復原，其實任意轉能轉回來的機率是1/192，和其他方塊比起來，這種方塊實在簡單不過了。

## 變化
3x3x1魔術方塊的變化數可以透過統計轉動特定數量的步驟後能產生的不重複變化數量來決定：
| 轉動的 次數 | 能產生的變化 |
| ----------- | ------------ |
| 0           | 1            |
| 1           | 4            |
| 2           | 10           |
| 3           | 24           |
| 4           | 53           |
| 5           | 64           |
| 6           | 31           |
| 7           | 3            |
| 8           | 1            |
| 共計.       | 192          |

共有192種變化，相較之下，其實沒有難度。
若以組合數學的角度來看，192的來源是邊塊並不會移動只會自己翻轉，翻轉只有正和反兩種情況，因此4個邊塊就有24=16種變化；角塊沒有方向差別，只有位置差別，因此4個角塊就有4!=24種變化。如果被翻轉到不正確方向的邊塊的數目若是偶數，代表角塊被翻了偶數次，所以角塊必須是偶排列；反之，如果不正確方向的邊塊的數目若是奇數，表示角塊是奇排列。也就是說，角塊的奇偶排列會被邊塊翻轉的數量所決定，因此總共的變化數還需再除以二，因此3x3x1魔術方塊的總變化數為：
{\displaystyle {\frac {2^{4}4!}{2}}=192}種變化。

## 解法
任意轉有1/192的機率可以轉回來。

### 第一步
完成一個十字，共計4塊。

### 第二步
將方塊立著，觀察角塊，若只有一個位置正確，將正確的角塊置於左下角轉RURU即完成此扭計骰，否則再任意轉RURU即可變為前面敘述之狀態，由此可知最多調整2次即可完成。

## 變體

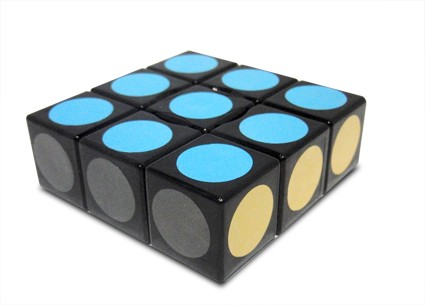
圓形貼紙的的super3x3x1魔術方塊

3x3x1魔術方塊的變體有super3x3x1，他是一種沒有限制一定得轉180度的另一種3x3x1魔術方塊的變體，可大幅提升3x3x1魔術方塊的難度。

### 變化
他的變化數有12×11×10×9×44 = 3,041,280種，和標準3x3x1魔術方塊的192比起來，難度大幅提升，但變化仍少於二階魔方。

## 外部連結
- 3x3x1魔術方塊解法教學（页面存档备份，存于）
- Meffert（页面存档备份，存于）
- 世界魔方協會官方主頁（页面存档备份，存于）
- 魔方消息最權威的網站（页面存档备份，存于）
- 魔方 free online 3D game
- 解法视频网站（页面存档备份，存于）